# Neunundzwanzig
Die Neunundzwanzig (29) ist die natürliche Zahl zwischen Achtundzwanzig und Dreißig. Sie ist ungerade und eine Primzahl.

## Mathematik
29 ist die zehnte Primzahl. Sie bildet einen Primzahlzwilling zusammen mit einunddreißig. Neunundzwanzig ist auch die sechste Sophie-Germain-Primzahl. Sie ist die kleinste Primzahl, die die Summe von drei aufeinanderfolgenden Quadraten ist, 22 + 32 + 42. Sie ist eine Lucas-Primzahl, eine Pell-Primzahl, und eine Tetranacci-Zahl. Sie ist eine Eisenstein-Primzahl ohne Imaginärteil und mit Realteil der Form 3n − 1. 29 ist auch die zehnte supersinguläre Primzahl.
Keine der ersten 29 natürlichen Zahlen hat mehr als zwei verschiedene Primfaktoren. Das ist die längste Folge konsekutiver Zahlen mit dieser Eigenschaft.
29 ist eine Markoff-Zahl, Element einer der Lösungen von x² + y² + z² = 3xyz: {2, 5, 29}, {2, 29, 169}, {5, 29, 433}, {29, 169, 14701} etc.
29 ist die nach 12, 17 und 22 nächstgrößere Perrin-Zahl.

## Wissenschaft und Astronomie
- 29 ist die Atom-Ordnungszahl von Kupfer.
- Der Mondmonat dauert etwa 29,5 Tage.
- Das Saturn-Jahr dauert etwa 29,5 Jahre.
- Der Monat Februar hat in Schaltjahren 29 Tage.